# Uniomerus obesus
Uniomerus obesus är en musselart som först beskrevs av Lea 1831.  Uniomerus obesus ingår i släktet Uniomerus och familjen målarmusslor. Inga underarter finns listade i Catalogue of Life.